# Kerry Millikin
Kerry Millikin (10 de diciembre de 1961) es una jinete estadounidense que compitió en la modalidad de concurso completo.
Participó en los Juegos Olímpicos de Atlanta 1996, obteniendo una medalla de bronce en la prueba individual. Ganó una medalla de bronce en el Campeonato Mundial de Concurso Completo de 1998 y una medalla de oro en los Juegos Panamericanos de 1999.

## Palmarés internacional
| Juegos Olímpicos     | Juegos Olímpicos         | Juegos Olímpicos  | Juegos Olímpicos |
| Año                  | Lugar                    | Medalla           | Categoría        |
| -------------------- | ------------------------ | ----------------- | ---------------- |
| 1996                 | Atlanta (Estados Unidos) | Medalla de bronce | Individual       |
| Campeonato Mundial   |                          |                   |                  |
| Año                  | Lugar                    | Medalla           | Categoría        |
| 1998                 | Roma (Italia)            | Medalla de bronce | Por equipos      |
| Juegos Panamericanos |                          |                   |                  |
| Año                  | Lugar                    | Medalla           | Categoría        |
| 1999                 | Winnipeg (Canadá)        | Medalla de oro    | Por equipos      |